# Shaoxing-Reiswein

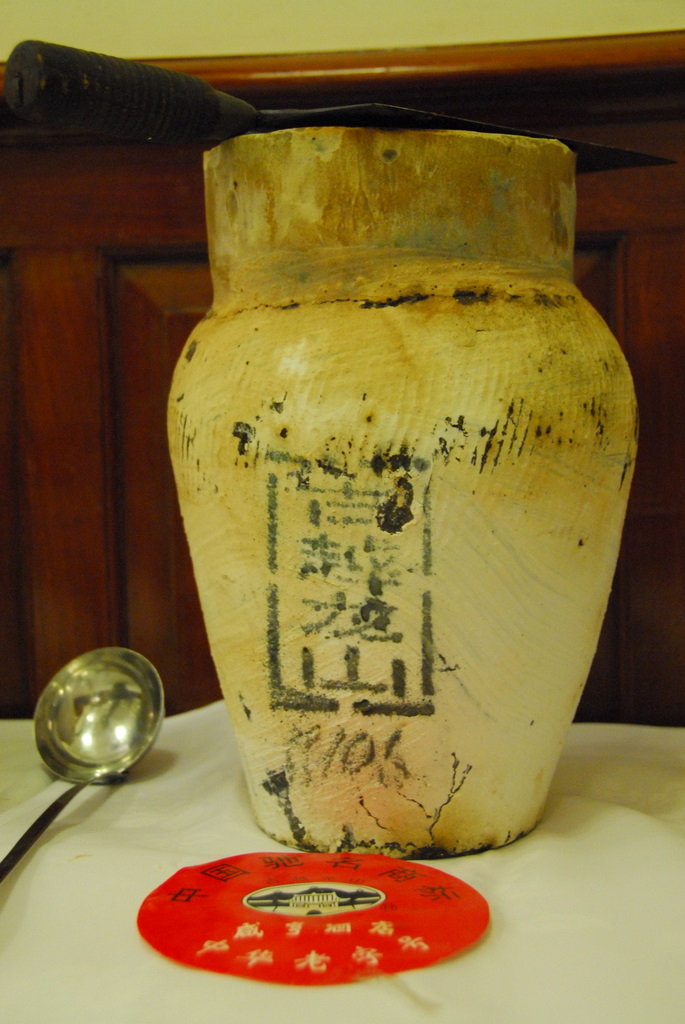
Kleiner Krug Shaoxing-Reiswein Taidiaojiu, der zylindrische obere Teil ist der Verschluss aus Ton und wird mit dem Werkzeug auf dem Krug abgeschlagen

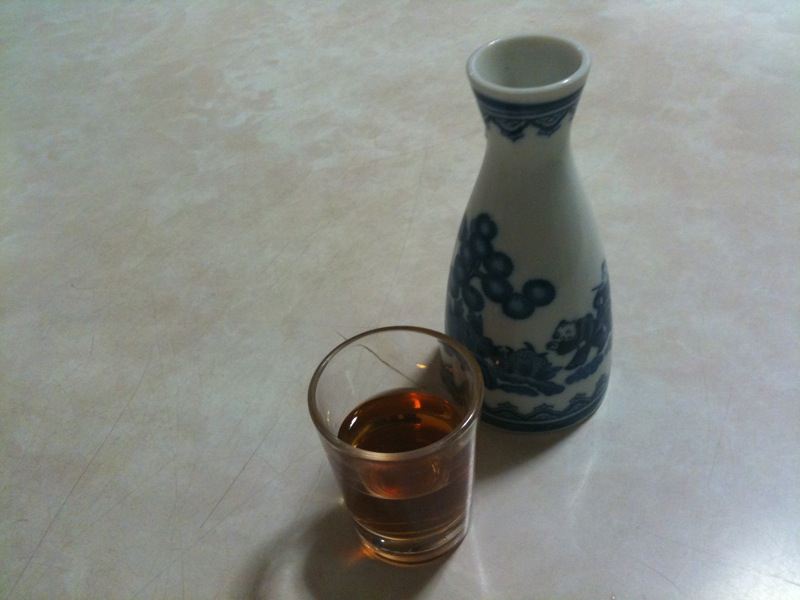
Shaoxing-Reiswein Huadiaojiu im Glas

Shaoxing-Reiswein oder Shaoxing jiu (chinesisch: 紹興酒 / 绍兴酒; Pinyin: shàoxīngjiǔ) ist ein Reiswein aus der Stadt Shaoxing in der chinesischen Provinz Zhejiang, südwestlich von Shanghai. Es ist ein durch die Verzuckerung und Fermentation von Reis hergestelltes alkoholisches Getränk mit, abhängig von der Sorte, einem Alkoholgehalt von 13 bis über 19 %, goldgelber bis nussbrauner Farbe und einem Geschmack, der an Sherry erinnert.
Shaoxing jiu oder Shaoxing-Reiswein ist kein Synonym von „Reiswein“. Die Erzeugung von Wein aus Reis und anderen Getreidesorten hat in China eine mehr als 4.000 Jahre alte Tradition, aus ihr ist eine Reihe verschiedener Getränke hervorgegangen. Der Oberbegriff Jiu (chinesisch: 酒; jiǔ) bezeichnet alkoholische Getränke aus unterschiedlichen vergorenen Grundstoffen, einschließlich Milch, und auch Spirituosen und Liköre. Huangjiu (chinesisch: 黄酒; huángjiǔ) sind Weine aus Getreidesorten, in den meisten Fällen Reis, die mit verschiedenen Mikroorganismen und in unterschiedlichen Verfahren fermentiert werden. Huangjiu nimmt in der chinesischen Kultur den Platz des Weins in Europa ein.
Reiswein wurde über Jahrtausende den Geistern der Verstorbenen als Opfer dargeboten, noch heute wird im Süden Chinas zu diesem Zweck der Reisschnaps Baijiu (chinesisch: 白酒; báijiǔ) verwendet. Reiswein ist ein beliebtes Getränk, insbesondere im Süden Chinas, wo er auf Hochzeiten und anderen Feierlichkeiten getrunken wird. Baijiu und Huangjiu sind die bekanntesten chinesischen alkoholischen Getränke und werden als Nationalgetränke angesehen.
Unter den aus Reis hergestellten Weinen ist der Shaoxing-Reiswein der bekannteste und gilt als von besonders guter Qualität. Sein Herstellungsverfahren ist ein geschütztes immaterielles Kulturgut der Volksrepublik China und er darf nur in der Stadt Shaoxing hergestellt werden. Es gibt auch eine Produktion und Vermarktung von „Shaoxing-Reiswein“ in der Republik China (Taiwan), die die Beschränkungen der Volksrepublik nicht anerkennt. Shaoxing-Reiswein wird im Winter oft vor dem Genuss auf eine Temperatur von 35 bis 40 °C erwärmt und als Aperitif aus Reisschälchen getrunken, im Sommer wird er meist kalt getrunken, auch mit Eiswürfeln. Wegen seines hohen Gehaltes an Aminosäuren, der den von Bier und Traubenwein übersteigt, und seines vollen Geschmacks wird er auch „flüssiger Kuchen“ genannt. Er wird häufig in der chinesischen Küche verwendet, zum Beispiel zum Marinieren von Fleisch, und findet Anwendung in der traditionellen chinesischen Medizin. Er ist in ganz China und international einer der bekanntesten Reisweine und wird in mehr als 50 Länder exportiert.

## Sorten

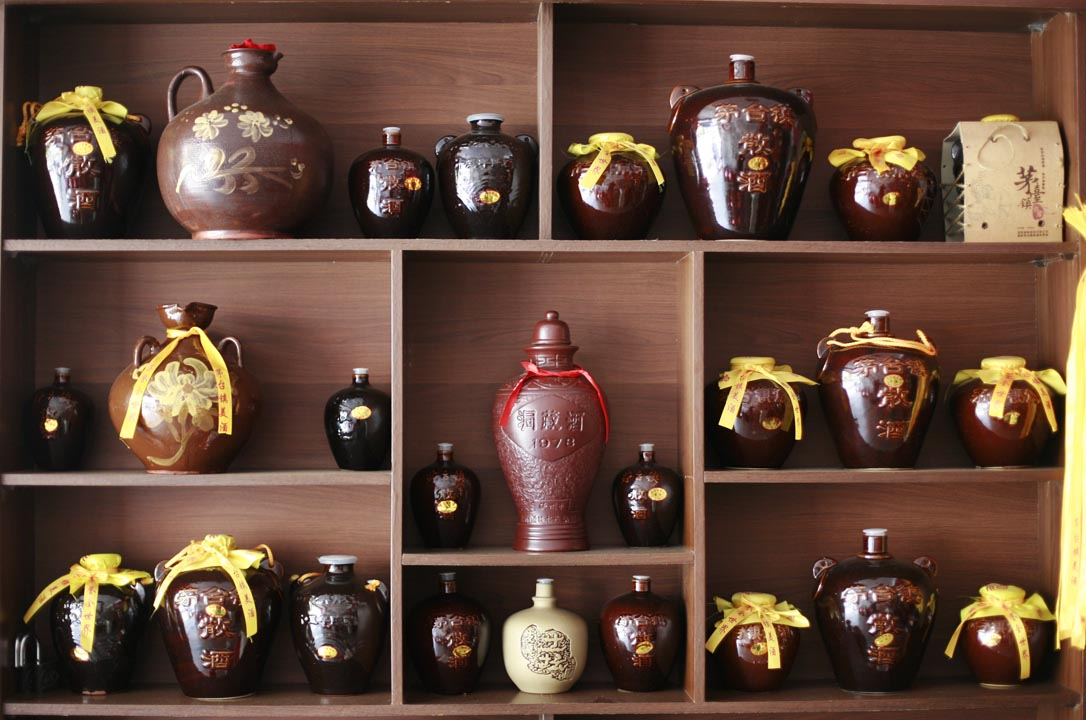
Weinkrüge verschiedener Sorten

Shaoxing-Reiswein wird nach dem verwendeten Gärverfahren, den unterschiedlichen Zutaten und Starterkulturen, und der Art und Dauer der Nachfermentierung und Lagerung in mehrere Sorten eingeteilt, die sich deutlich voneinander unterscheiden. Die Temperatur bei der Fermentation beeinflusst den Anteil des Zuckers der in Alkohol umgewandelt wird. Die Fermentation bei einer hohen Temperatur lässt die Hefe schneller altern und der Gärvorgang wird verkürzt, so dass im Ergebnis ein süßer oder lieblicher Reiswein entsteht. Bei einer niedrigen Temperatur wird mehr Zucker in Alkohol umgewandelt, das Resultat ist ein trockener Reiswein mit höherem Alkoholgehalt. Chinesische Konsumenten bevorzugen im Allgemeinen einen süßen oder lieblichen Reiswein. Weitere Sorten sind durch andere Abweichungen beim Herstellungsverfahren oder bei der Zusammensetzung der Rohstoffe definiert, so kann der Gehalt an Zucker und Alkohol in der Maische durch die Verwendung von Reiswein statt Wasser gesteigert werden.
Neben der Süße ist die Färbung eine charakteristische Eigenschaft der verschiedenen Sorten. Sie wird durch Farbpigmente im verwendeten Getreide oder den Starterkulturen, durch die Zugabe von Karamell oder die Bildung von Melanoidinen bei der Nachfermentation oder der Lagerung hervorgerufen. Wie bei vielen Weinen wird der Geschmack des Shaoxing-Reisweins und seiner Sorten durch eine unüberschaubare Vielzahl chemischer Verbindungen bestimmt, die in ihrer Kombination den Eindruck einer ausgewogenen Mischung von Süße, Säure, Bitterkeit, Schärfe und vollem Mundgefühl vermitteln. Dabei erzeugen junge Reisweine häufig einen leicht brennenden Eindruck, bedingt durch den hohen Alkoholgehalt, während bei den lange gelagerten Sorten der Alkohol teilweise in andere geschmacksgebende Verbindungen umgewandelt oder an Wassermoleküle gebunden wurde.
Ohne Berücksichtigung unterschiedlicher Markennamen werden mehr als zehn Sorten unterschieden, nachfolgend sind die wichtigsten beschrieben.

### Yuanhongjiu
Yuanhongjiu (chinesisch: 元红酒; yuánhóngjiǔ), wörtlich übersetzt „roter Sieger“ oder „roter Gewinner“, ist unter den Shaoxing-Reisweinen die am meisten produzierte Sorte. Ihr Name ist von der traditionell roten Farbe der Krüge abgeleitet, es handelt sich um einen Reiswein mit goldgelber Farbe, und heute wird das Getränk überwiegend in Flaschen abgefüllt. Mit einem Zuckergehalt von unter 5 Gramm pro Liter ist Yuanhongjiu ein trockener Reiswein, bei einem Alkoholgehalt von mehr als 15 bis 16,5 %.

### Jiafanjiu

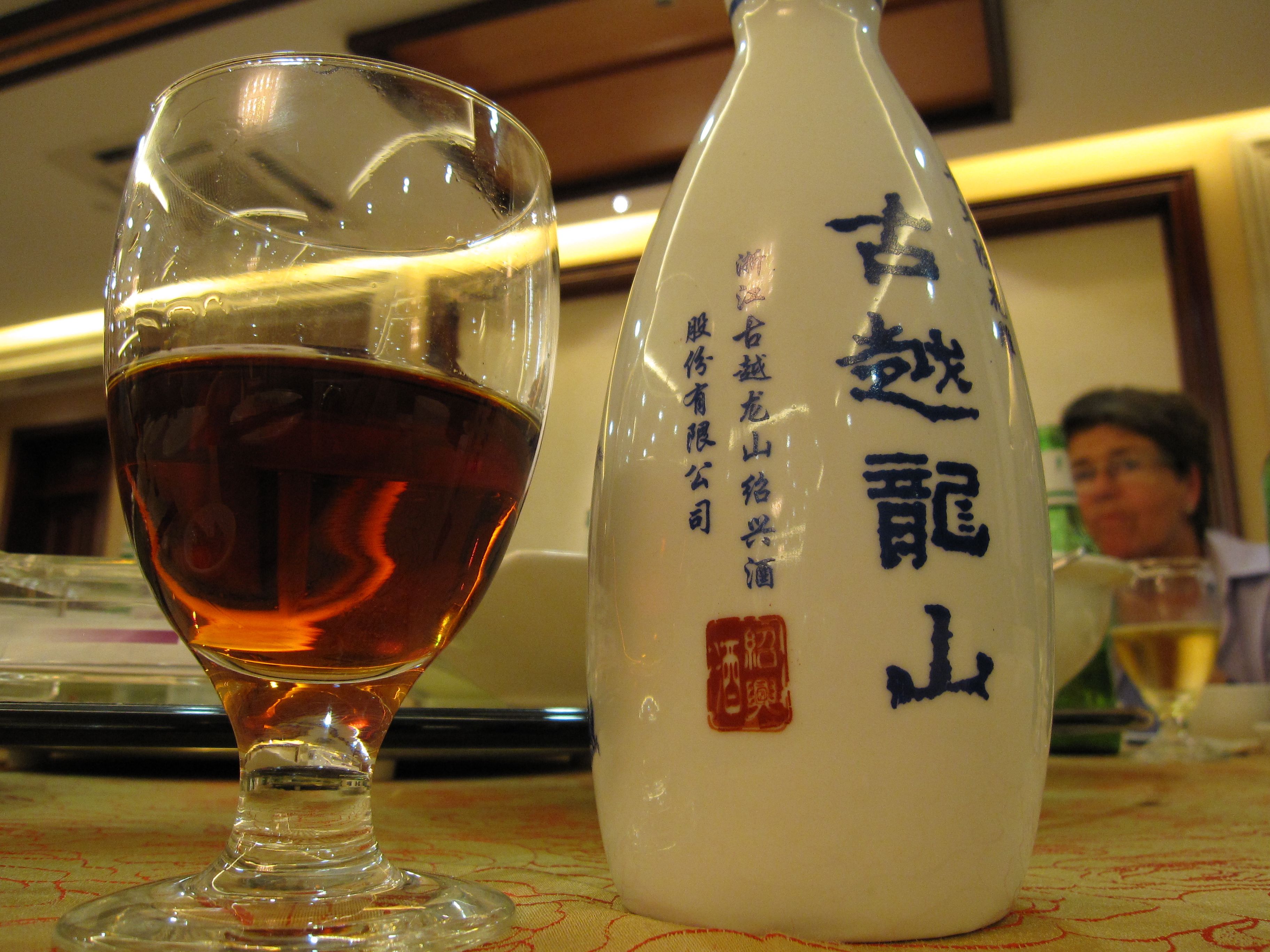
Shaoxing-Reiswein Huadiaojiu, 10 Jahre gealtert

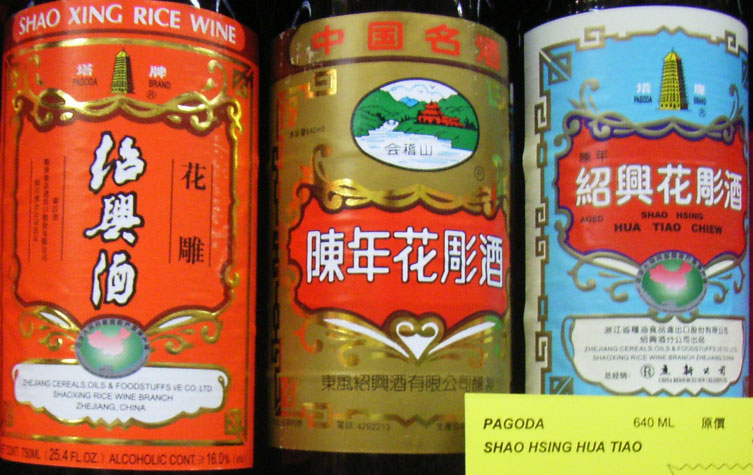
Drei Flaschenetiketten von Shaoxing-Reiswein, die beiden rechten von der Sorte Huadiaojiu

Jiafanjiu (chinesisch: 加饭酒; jiāfànjiǔ), auch Chiafan geschrieben, ist eine trockene Sorte des Shaoxing-Reisweins mit gelboranger Farbe und einem hohen Alkoholgehalt. Die wörtliche Übersetzung lautet „Wein mit zugegebenem Reis“, weil der Anteil von Reis bei den Rohstoffen höher ist, zudem wird als zweite Starterkultur Jiu Yao verwendet.
Der höhere Reisanteil der Maische führt zu einem schnelleren Temperaturanstieg, daher werden die Zutaten bei einer zwei bis drei Grad niedrigeren Temperatur als beim Yuanhongjiu zusammengemischt, und Jiafanjiu kann während des Winters vergoren werden. Der höhere Reisanteil bewirkt eine Verlängerung der Hauptgärung auf 10 bis 15 Tage. Vor dem Befüllen der Krüge werden sie zu 20 % des Volumens mit gelagertem Wein gefüllt, das schützt bei der Nachgärung vor einem Sauerwerden und führt zu einem höheren Alkoholgehalt des Weins. Das Auspressen der fertig vergorenen Maische ist wegen des höheren Anteils an Feststoffen schwieriger als beim Yuanhongjiu. Nach dem Pasteurisieren und Abfüllen in Flaschen oder Krüge wird der Jiafanjiu drei bis fünf Jahre gelagert, gelegentlich auch bis zu 20 Jahre. Jiafanjiu hat einen Zuckergehalt von weniger als 10 Gramm pro Liter, und sein Alkoholgehalt liegt zwischen 16,5 und 17,5 %.

### Huadiaojiu
Huadiaojiu (chinesisch: 花雕酒; huādiāojiǔ), wörtlich „Wein mit gravierten Blumen“, weil auf den Krügen traditionell Blumen eingraviert waren. Der Überlieferung zufolge wurde dieser Wein in verzierten Krügen bei der Geburt einer Tochter eingegraben, und bei deren Hochzeit ausgegraben, um die Hochzeitsgäste zu bewirten. Dieser Brauch wird nicht mehr fortgeführt, aber Huadiaojiu wird üblicherweise mehrere Jahre oder Jahrzehnte lang gelagert und in reichhaltig verzierten Krügen oder Flaschen angeboten. Sein Zuckergehalt beträgt 5 bis 30 Gramm pro Liter, er ist damit ein halbtrockener Reiswein mit einem Alkoholgehalt von mehr als 16 %.

### Shanniangjiu
Shanniangjiu (chinesisch: 善酿酒; shànniàngjiǔ), wörtlich übersetzt „gut fermentierter Wein“, gilt als ein Shaoxing-Reiswein von besonders hoher Qualität, und er weist einige Besonderheiten bei der Herstellung auf. Beim Ansetzen der Maische wird anstelle von Wasser mindestens drei Jahre gelagerter Reiswein der Sorte Yuanhongjiu zugegeben. Der daraus resultierende hohe Alkoholgehalt der Maische verlangsamt die Vermehrung der Hefepilze. Es ist daher notwendig, dass die Temperatur der Zutaten beim Ansetzen der Maische 1 bis 2 °C höher ist als bei der Herstellung von Yuanhongjiu, damit die Gärung überhaupt in Gang kommt. Die Dauer der Hauptgärung verlängert sich auf 80 Tage und das Auspressen der Maische ist erschwert. Die Maische enthält am Ende der Hauptgärung noch mehr als 7 % nicht umgewandelten Zuckers. Im fertigen Shanniangjiu liegt der Zuckergehalt bei mehr als 40 Gramm pro Liter, er ist ein lieblicher Reiswein mit einem Alkoholgehalt von mehr als 16 %.

### Xiangxuejiu
Xiangxuejiu (chinesisch: 香雪酒; xiāngxuějiǔ) wörtlich „Wein mit dem Duft von Schnee“ ähnelt in seinem Herstellungsverfahren dem Shanniangjiu, es wird jedoch zum Ersetzen des Wassers kein Yuanhongjiu, sondern lange gereifter Wein zugegeben. Dies und die Verwendung einer besonders zuckerhaltigen Form der Starterkultur Jiu Yao bewirken einen höheren Gehalt von Alkohol und Zucker in der Maische. Die Produktion findet üblicherweise im Sommer statt, da die größere Wärme die Gärung trotz des hohen Alkoholgehalts unterstützt. Die Hauptgärung wird zunächst ohne den Wein in Gang gebracht, erst wenn der Zuckergehalt der Maische nach zweieinhalb Tagen ihren Höhepunkt erreicht hat, wird der Reiswein zugegeben und umgerührt. Dadurch wird die Gärung vermindert und der hohe Zuckergehalt fixiert. Anschließend wird zwei oder drei Mal im Abstand von drei Tagen umgerührt, der Behälter mit Lotosblättern abgedeckt und mit einer Mischung aus Wasser, Magnesiumchlorid und Erde versiegelt. Nach drei bis vier Monaten Nachreifung wird die Maische gepresst. Das Filtrat wird zur Klärung wärmebehandelt und kann wegen seines hohen Gehalts an Zucker und Alkohol ohne Sterilisierung der Gefäße abgefüllt werden.
Xiangxuejiu wird nicht mit Karamell gefärbt und hat eine goldgelbe Farbe. Sein Zuckergehalt liegt bei etwa 200 Gramm pro Liter, er ist ein süßer Reiswein und hat einen Alkoholgehalt von mehr als 18 bis 22 %.

### Zhuangyuanhong
Zhuangyuanhong, „der oberste Rote“ oder „roter Gelehrter“, ist eine Bezeichnung für einen lange gelagerten Shaoxing-Reiswein, dessen überlieferte Entstehungsgeschichte sehr der des Huangdiaojiu ähnelt. Der Unterschied besteht darin, dass er bei der Geburt eines Sohnes vergraben wurde, und die vergrabenen Krüge bei der Feier seines kaiserlichen Diploms („Zhuangyuan“) ausgegraben wurden. Es handelt sich um einen trockenen Yuanhongjiu mit wenig Süße.

### Taidiaojiu
Taidiaojiu (chinesisch: 太雕酒; tàidiāojiǔ) ist eine Mischung verschiedener Shaoxing-Reisweine. Das bedeutet nicht, dass es sich um ein minderwertiges Produkt handelt, vielmehr wird er aus verschiedenen hochwertigen Sorten Shaoxing-Reisweins zusammengemischt.

### Markennamen
Die hier beschriebenen und durch ihre Eigenschaften voneinander unterschiedenen Sorten sind nicht mit Markennamen zu verwechseln, unter denen die Hersteller von ihnen erzeugte Shaoxing-Reisweine anbieten. Ein Beispiel ist die Zhejiang Guyue Longshan Shaoxing Rice Wine Co., Ltd. (chinesisch: 古越龍山; gǔyuè lóngshān), ein börsennotierter Hersteller von Reiswein und Spirituosen in Shaoxing. Das Unternehmen bietet Shaoxing-Reiswein verschiedener hier beschriebener Sorten unter dem Markennamen Guyue Longshan an. Ein weiterer bekannter Markenname ist Pagoda (Zhejiang Pagoda Brand Shaoxing Rice Wine Co., Ltd., Shaoxing). Nuer Hong (女儿红; nǚ’érhóng), wörtlich übersetzt „rotes Mädchen“ oder „rote Tochter“, ist ein lange gelagerter Reiswein der Sorte Huadiaojiu und wird gezielt als Gegengeschenk von Brautleuten an ihre Hochzeitsgäste vermarktet. Der Hersteller Nuer Hong Wine Making General Co . ist einer der kleineren Produzenten in Shaoxing.

## Herstellung

### Allgemeines
Die Erzeugung alkoholischer Getränke aus Getreidestärke erfordert zwei Schritte, die Verzuckerung und die Fermentation durch unterschiedliche Mikroorganismen. Der Brauer muss zunächst die Starterkulturen qu oder jiuqu zugeben, um die Verzuckerung der Reisstärke in Gang zu bringen. Diese Starterkulturen sind komplexe Mischungen verschiedener Mikroorganismen, vorrangig Schimmelpilze, Hefepilze und Milchsäurebakterien. Die einzelnen Hersteller verwenden jeweils eigene Starterkulturen mit unterschiedlichen Stämmen von Pilzen, die einen erheblichen Einfluss auf den Geschmack des Produkts haben, und die Reisweine verschiedener Produzenten trotz gleicher Rezeptur unterscheidbar machen.
1. Bei der Hydrolyse der Reisstärke mithilfe der Enzyme verschiedener  Schimmelpilze wie Lichtheimia corymbifera, Rhizopus spp., Rhizomucor spp., Aspergillus spp., Mucor spp., Emericella spp. und anderen entstehen Einfachzucker, dieser Prozess wird als Verzuckerung bezeichnet.[1][19]
2. bei der alkoholischen Gärung wandeln Hefepilze wie Saccharomyces spp., Candida spp. und Pichia spp. die Einfachzucker in Alkohol um.[19]

Die gleichzeitige Verzuckerung und Fermentation bei der Herstellung des Huangjiu ist der wesentliche Unterschied der chinesischen Getreideweinproduktion zur Bierbrauerei, bei der die Zugabe von Hefe erst nach der Verzuckerung erfolgt. Erst in der jüngsten Vergangenheit wird nach Möglichkeiten gesucht, die verwendeten Pilze genetisch zu verändern, um beispielsweise die Produktion unerwünschter chemischer Verbindungen während der Gärung zu vermindern, oder den Gärvorgang zu beschleunigen.

### Starterkulturen
Qu gibt es in zahlreichen Sorten, unterschieden nach ihrer Grundzutat, Weizen oder Reis, nach Varianten im Herstellungsverfahren, verschiedenen Mikroorganismen, oder den Bedingungen und der Dauer ihrer Lagerung. Verschiedene Sorten von Qu dienen anderen Zwecken als der Produktion von Wein, sie werden zum Beispiel zur Fermentation von Sojakäse, Fleisch oder Fisch genutzt. Für die Produktion von Huangjiu wird eine von zwei verschiedenen Starterkulturen benutzt, Da Qu oder Xiao Qu. Sie bewirken beide sowohl die Verzuckerung als auch die Fermentation. Bei der Produktion von Huangjiu wird nur eine der beiden Starterkulturen verwendet, eine Ausnahme ist der Shaoxing-Reiswein.
Die hier beschriebenen Starterkulturen wurden traditionell als fermentiertes Getreide hergestellt und meist in getrocknetem Zustand gelagert. Sie enthalten somit nicht nur die benötigten Mikroorganismen, sondern sind auch Nährstoff und Zutat. Im Rahmen der Umstellung auf eine industrielle Produktion wurde nach Methoden gesucht, für die aufwendig hergestellten Starterkulturen Ersatz zu finden und die enthaltenen Mikroorganismen rein heranzuziehen. Für einige Kulturen ist das gelungen, oder es wurden alternative Verfahren gefunden. Die Pilzflora der Starterkulturen ist jedoch sehr komplex, und viele der enthaltenen Pilzarten lassen sich unter Laborbedingungen nicht kultivieren.
- Da Qu besteht aus Weizen, Gerste, Erbsen, Bohnen und anderen Hülsenfrüchten oder Getreiden in unterschiedlichen Anteilen, es gibt auch Da Qu nur aus Weizen. Die Mikroorganismen sind überwiegend der Pilz Aspergillus flavus var. oryzae und verschiedene Hefen. Die Zugabe von Kräutern ist möglich und es gibt eine Vielzahl von Rezepten, jeweils charakteristisch für ein bestimmtes Getränk. Traditionell war die Produktion von Da Qu auf die Zeit vom Ende des Frühlings bis zum Spätherbst beschränkt, heutige Produktionsmethoden erlauben eine ganzjährige Produktion. Das Getreide wird gemahlen, mit Wasser vermischt und mit Da Qu aus einer früheren Produktion „geimpft“. Es gibt einige Verfahren, die sich in der Temperatur und den einzelnen Verarbeitungsschritten unterscheiden. Das Ergebnis der Fermentation und anschließenden Trocknung sind „Ziegel“ aus Da Qu, von denen es zahlreiche Sorten gibt.[24]

- Xiao Qu wird aus Reismehl oder Reiskleie gewonnen, oft unter Zugabe von Kräutern. Hier sind die aktiven Mikroorganismen vorwiegend Pilze der Gattungen Rhizopus und Mucor, ebenfalls mit verschiedenen Hefen. Xiao Qu verfügt nicht über eine solche Vielfalt von Ausgangsstoffen wie Da Qu. Dennoch gibt es mehrere voneinander abweichende Herstellungsverfahren und die Zugabe von Kräutern führt zu vielen verschiedenen Sorten von Xiao Qu. Die Kulturen werden als „Kuchen“ aus fermentiertem Reis in unterschiedlichen Formen und Größen hergestellt.[25]

Shaoxing-Reiswein wird im Unterschied zu herkömmlichen Reisweinen mit einer Kombination aus zwei Starterkulturen produziert. Qu entspricht der beschriebenen Starterkultur Da Qu. Jiu Yao ist die zweite Starterkultur, sie kommt bei der Herstellung von Shaoxing-Reiswein im traditionellen Verfahren, und sonst nur bei der Anfertigung anderer Starterkulturen zum Einsatz. Bei der modernen Herstellung von Reiswein in großen Tanks wird Jiu Yao durch Jiu Mo („Mutter Jiu“) ersetzt, das ist eine konzentrierte Kultur von Mikroorganismen, und kein fermentiertes Getreide.
- Mai Qu (chinesisch: 麦麴; màiqū), Weizen-Qu oder Weizen-Kōji, ist der für Shaoxing-Reiswein benötigte Qu und wird aus Weizen hergestellt. Die gereinigten Weizenkörner werden in drei bis fünf Stücke pro Korn gebrochen und so lange unter gelegentlichem Rühren in Wasser eingeweicht, bis sie etwa 25 % an Gewicht zugenommen haben. Dann wird der Masse eine kleine Menge Qu aus einer früheren Produktion zugegeben, alles wird gründlich vermischt und in Formen zu schnittfesten Quadern gepresst. Diese Quader werden aus der Form entfernt, in kleinere „Kuchen“ geschnitten und in einem Raum aufgestapelt, dessen Boden mit Reisstroh und Bambusmatten bedeckt ist, und dessen Wände mit Zitronensaft abgerieben wurden. Die „Kuchen“ werden dabei in einer genau festgelegten ziegelartigen Weise aufgestapelt, die ein Zirkulieren der Luft ermöglicht. Anschließend werden Türen und Fenster geschlossen, um ein Ansteigen der Temperatur zu ermöglichen, die am Anfang bei etwa 26 °C liegt und nach drei bis fünf Tagen durch die Wärmeabgabe der Mikroorganismen auf über 50 °C steigen kann. Bei derartig hohen Temperaturen werden die Fenster geöffnet, um ein Verderben des Ansatzes zu verhindern, die Temperaturentwicklung verringert sich anschließend. Nach 15[19] bis 20 Tagen ist der Prozess abgeschlossen, der Qu wird an der Luft auf eine Restfeuchte von 15 bis 18 % getrocknet und mindestens zwei Monate gelagert.[19] In diesem fertigen Zustand ist der Mai Qu ein fester Kuchen, der in der besten Qualität grünlich-gelbe Sporen erkennen lässt.[26]

- Jiu Yao (chinesisch: 酒药; jiǔyào) besteht aus fein gemahlenem Langkornreis, der unter Zugabe von Wasser und pulverisiertem Wasserpfeffer als Gewürz mit Qu Mo als Starterkultur fermentiert wird.[27]

- Jiu Mo (chinesisch: 酒母; jiǔmǔ) ist die zweite für Shaoxing-Reiswein verwendete Starterkultur, sie wird aus Klebreis gewonnen, der mit Mai Qu und Jiu Yao fermentiert wird. Die aktiven Mikroorganismen sind Pilze der Gattung Rhizopus. Die Fermentierung dauert sieben Tage, dann werden die Behälter versiegelt und zwei bis drei Wochen zur Nachreifung stehen gelassen. Während dieser Zeit erhöht sich der Alkoholgehalt auf 15 % oder mehr. Die Maische kann anschließend als Starterkultur verwendet werden, sie wird aber auch unter dem Namen Kuai jiu als Getränk vermarktet.[28]

### Traditionelle Herstellung der Sorte Yuanhongjiu
Der Yuanhongjiu ist ein trockener Shaoxing-Reiswein und die Standardsorte, bei seiner Herstellung wird der gedämpfte Reis mit frischem Wasser gekühlt und die Mischung mit einer Starterkultur versehen, um die Verzuckerung in Gang zu bringen. Das Maischen erfolgt im Herbst nach der Ernte oder im Winter mit dem besten während des Jahres geernteten Klebreis und mit Wasser aus dem südlich der Stadt gelegenen Jian-See (chinesisch: 鉴湖; jiànhú), der für sein klares Wasser bekannt ist. Die Verwendung von frisch geerntetem Reis von hoher Qualität ist wichtig, weil der Fettanteil bei Reis aus der Ernte des Vorjahres ranzig geworden sein kann und die Qualität des Weins negativ beeinflussen würde. Darüber hinaus wird für Shaoxing-Reiswein nur Klebreis verwendet, da dieser einen besonders hohen Stärkegehalt hat. Andere chinesische Reis- oder Getreideweine werden aus Weizen, Hirse oder Langkornreis hergestellt. Die anerkannt hohe Qualität des Shaoxing-Reisweins wird vor allem auf die Qualität des örtlichen Wassers zurückgeführt.
Ein typischer Ansatz für das traditionelle Herstellungsverfahren benötigt einen großen Behälter, entsprechend viele kleine Krüge, und die folgenden Zutaten: 144 kg Klebreis, 2,5 kg Mai Qu für die Verzuckerung, 5–8 kg Jiu Mo für die Fermentation, 84 Liter Einweichwasser von dem gesäuerten Reis (chinesisch: 浆水; jiāngshuǐ) und 112 Liter Wasser aus dem Jian-See. Die ungewöhnlichen Maßangaben beruhen auf traditionellen chinesischen Gewichten. Das Mischungsverhältnis von angesäuertem Einweichwasser zu Frischwasser soll stets 3 zu 4 betragen, da so der für die folgende Fermentation günstigste pH-Wert erreicht wird. Alle verwendeten Geräte und Behälter müssen sehr sauber sein und werden, wo das möglich ist, vor der Verwendung sterilisiert.
Der Reis wird poliert, um die äußere Schicht mit Proteinen, Fetten, Vitaminen und Mineralstoffen zu entfernen. Diese Stoffe werden für die Verzuckerung und die Fermentation nicht benötigt und könnten die biochemischen Vorgänge stören. Zudem nimmt polierter Reis Wasser leichter auf, dadurch werden die folgenden Abläufe erleichtert. Der Reis wird gründlich gewaschen und 18 bis 20 Stunden in Wasser eingeweicht, dann hat er 25 bis 30 % seines Gewichts an Wasser aufgenommen. Das mittlerweile durch die Milchsäuregärung angesäuerte Einweichwasser wird vorübergehend abgetrennt und der eingeweichte Reis so lange gedämpft, bis er eine gallertartige Konsistenz erhalten hat. Dieser Vorgang dient zum Sterilisieren der Masse und soll die Stärke mechanisch für die anschließende Hydrolyse durch die von den Schimmelpilzen erzeugte Amylase oder Glucoamylase aufschließen. Im Ergebnis soll der Reis ganz durchgegart sein und dennoch eine körnige Konsistenz behalten haben ohne zu verkleben. Der Reis wird schließlich rasch auf die günstigste Temperatur für die Starterkulturen abgekühlt, dabei dürfen keine „Wärmenester“ zurückbleiben.
Zunächst wird der Behälter zur Fermentation mit der vorgesehenen Menge Wasser befüllt und, in dieser Reihenfolge, der eingeweichte Reis, Jiu Mo, das mit Wasser angerührte Mai Qu und das zurückbehaltene Einweichwasser zugegeben. Der Inhalt des Behälters wird anschließend gut vermischt. Die Temperatur der Zutaten sollte beim Einfüllen 24 bis 26 °C betragen, auf keinen Fall mehr als 28 °C. Die Verzuckerung kommt sofort in Gang, dabei sind zunächst vor allem die zuckerbildenden Pilze aktiv und es kommt nur zu einem langsamen Temperaturanstieg. Nach etwa 12 Stunden beginnt die Hauptphase der Fermentation, hier findet eine Umwandlung von Zuckern zu Alkohol und Kohlenstoffdioxid statt, verbunden mit heftiger Blasenbildung und einem Temperaturanstieg auf 30 °C.
Die Kulturen produzieren neben Zucker oder Alkohol auch Säuren wie Milchsäure und Fumarsäure, die den pH-Wert der Mischung senken. Diese Zunahme des Säuregehalts fördert wiederum das Wachstum der Hefe und behindert die Entwicklung von unerwünschten Mikroorganismen. Während des ganzen Produktionsvorgangs ist das Einhalten der vorgesehenen Temperaturen von entscheidender Bedeutung. Die auf die verwendeten Mikroorganismen abgestimmte Temperatur fördert deren Aktivität und unterbindet ebenfalls das Wachstum von Fremdorganismen. Eine wichtige Maßnahme zur Reduzierung der Temperatur ist das tägliche Umrühren, in der Phase der stärksten Aktivität zwei Mal täglich. Dies senkt die Temperatur ab und stört die Mikroorganismen vorübergehend bei ihrer Tätigkeit, so dass weniger Wärme entsteht. Die Temperatur zum Zeitpunkt des ersten Umrührens ist maßgeblich für den Geschmack des fertigen Reisweins, für den Yuanhongjiu ist eine Gärtemperatur von etwa 30 °C erforderlich, bei der eine fast völlige Umwandlung des Zuckers in Alkohol stattfindet.
Nach 6 bis 8 Tagen hat sich der Alkoholgehalt auf 13 bis 14 % erhöht und die Gärung verlangsamt sich stark. Zu diesem Zeitpunkt sind Raumtemperatur und Temperatur der Maische fast gleich, das Umrühren wird eingestellt und die festen Inhaltsstoffe sinken auf den Boden des Behälters. Jetzt wird die Maische in etwa 25 Liter fassende Krüge mit schmalem Hals umgefüllt, die Öffnungen mit Papier abgedeckt und mit Deckeln verschlossen. Die Krüge werden zu dreien übereinander, je nach Witterung in Kellern oder im Freien, aufgestapelt und ruhen 70 bis 80 Tage lang. Während dieser Zeit setzt sich die Gärung langsam fort, eine zu warme Lagerung kann den Wein sauer werden lassen.
Im Anschluss an die Nachgärung werden die festen Bestandteile ausgepresst und der Reiswein gefiltert oder sedimentiert. Dann wird Karamell zur Intensivierung der Farbe zugegeben und der Reiswein bei 88 bis 90 °C 3 Minuten lang pasteurisiert. Zuletzt wird der Reiswein in Tonkrüge gefüllt und versiegelt. Die Lagerung in den Tonkrügen dauert ein bis drei Jahre, sie kann aber auch drei bis fünf oder noch mehr betragen. In dieser Zeit reift der Reiswein, ohne dass eine Gärung stattfindet, Teile des Alkohols werden in andere Verbindungen umgewandelt und das Aroma entwickelt sich durch die neu entstehenden Substanzen fort.

## Geschichte

### Getränk
Bereits in der Antike wurde in der Gegend von Shaoxing Reiswein hergestellt. Die Bezeichnung Shàoxīng für die Stadt geht auf das 12. Jahrhundert zurück, vorher trug sie verschiedene Namen wie Yuèzhōu oder Shānyīn.
In der Antike befand sich die heutige Stadt Shaoxing im Königreich Yue (chinesisch: 越國; yuègúo). Schriftliche Überlieferungen aus der Zeit der Frühlings- und Herbstannalen zeugen von der Bedeutung des Reisweins in dieser Epoche. Zu diesen Überlieferungen zählen die Frühlings- und Herbstannalen des Staates Lu (chinesisch: 春秋; chūnqiū) und das Zuozhuan (chinesisch: 左傳; zuǒchuán) aus dem 8. bis 5. Jahrhundert v. Chr., und aus späterer Zeit das 250 bis 239 v. Chr. geführte Buch Lüshi chunqiu (chinesisch: 吕氏春秋; lǚshì chūnqiū).

Orchideenpavillon, Stele mit einer Kalligraphie des Kaisers Kangxi (康熙御笔兰亭碑)

Die europäische Weinkunde unterscheidet detailliert verschiedene Anbaugebiete, Appellationen und Qualitätsklassen, zudem werden Geschmack und Qualität von Weinen nach einem umfangreichen Kriteriensystem mit wissenschaftlichem Anspruch beurteilt. Demgegenüber ist die Reiswein-Kultur in China von historischen Überlieferungen und Erzählungen über den Wohlgeschmack des Reisweins geprägt.
Goujian (chinesisch: 勾 践; Gōujiàn), König des Reiches Yue, gab der Überlieferung zufolge nach seiner militärischen Niederlage und Versklavung nicht auf und konnte das Blatt schließlich zu seinen Gunsten wenden. Um seine Streitkräfte wieder aufzubauen, belohnte er Familien, deren Frauen zwei Söhne gebaren, mit einem Krug Wein und einem Hund, und solche die zwei Mädchen gebaren mit einem Krug Wein und einem Schwein. Der Wein war ein wertvolles Gut, das den Geistern der Vorfahren geopfert wurde und dem zugeschrieben wurde, bei Frauen nach einer Geburt die Erholung zu fördern und die Milchbildung zu verbessern. Der Volksglaube an eine derartige Wirkung hält bis in die heutige Zeit an.
Ein weiteres Beispiel spielt im Jahr 353 in der Gegend von Shaoxing, wo der gefeierte Kalligraph Wang Xizhi (chinesisch: 王羲之; Wáng Xīzhī) gerne befreundete Dichter und Kalligraphen um sich versammelte, mit ihnen Wein trank und im Rahmen eines Dichterwettstreits seine Kalligraphie „Orchideenpavillon“ (chinesisch: 蘭亭序; lántíng xù) schuf, die bedeutendste und am häufigsten kopierte Kalligraphie Chinas. In China wird der Alkoholkonsum häufig mit der Kunst, der Kalligraphie oder der Poesie in Verbindung gebracht, und von vielen großen Künstlern wird behauptet, dass sie ihre Inspiration durch das Trinken mit Freunden erhalten haben.
Nach dem 16. Jahrhundert hat die Produktion von Shaoxing-Reiswein deutlich zugenommen. Während der Qing-Dynastie wurde Wein aus Shaoxing in ganz China verkauft. Heute ist die traditionelle handwerkliche Produktion weitgehend der industriellen Fertigung gewichen, zudem ist der Reiswein als beliebtestes alkoholisches Getränk Chinas während des 20. Jahrhunderts von Reisbier abgelöst worden. Die chinesische Produktion von Reiswein belief sich 2008 auf mehr als zwei Millionen Tonnen jährlich, davon 130.000 Tonnen Shaoxing-Reiswein.

### Küchenzutat
Shaoxing-Reiswein wird als Cooking Wine angeboten, auch unter dem Namen der hochwertigen Sorten. Häufig haben diese Produkte einen Zusatz von Salz. Grundsätzlich ist der Shaoxing-Wein für fast alle Gerichte geeignet, bei denen Fleisch in Reiswein mariniert werden soll. Es gibt aber auch einige Spezialitäten, die Shaoxing-Reiswein verlangen, und die lokale Küche von Shaoxing bietet eine ungewöhnliche Vielfalt an Gerichten mit in Wein mariniertem Fleisch, Fisch oder Meeresfrüchten. Ein Beispiel ist die lokale Variante des Drunken Chicken, die als Shaoxing Drunken Chicken eigenständige Bekanntheit hat.

### Heilmittel
Shaoxing-Reiswein wird häufig als Heilmittel in der chinesischen Medizin eingesetzt, ihm werden vorbeugende Wirkungen gegen Krebs und Erkrankungen des Herz-Kreislauf-Systems zugeschrieben. Die Wirkmechanismen sind unzureichend untersucht. Im Tierversuch wurde festgestellt, dass ein mäßiger Konsum von Shaoxing-Reiswein bei Mäusen arteriosklerotische Veränderungen der Blutgefäße in ähnlichem Ausmaß wie Rotwein vermindert. Shaoxing-Reiswein besitzt im Unterschied zu anderen chinesischen Reisweinen einen hohen Anteil jener Verbindungen, die beim Rotwein als Grund für dessen positive Wirkungen gelten. Neben der Anwendung des Shaoxing-Reisweins als vorbeugendes und heilendes Mittel dient er auch als Grundlage für verschiedene Kräuterzubereitungen in der chinesischen Medizin.

## Rechtlicher Schutz

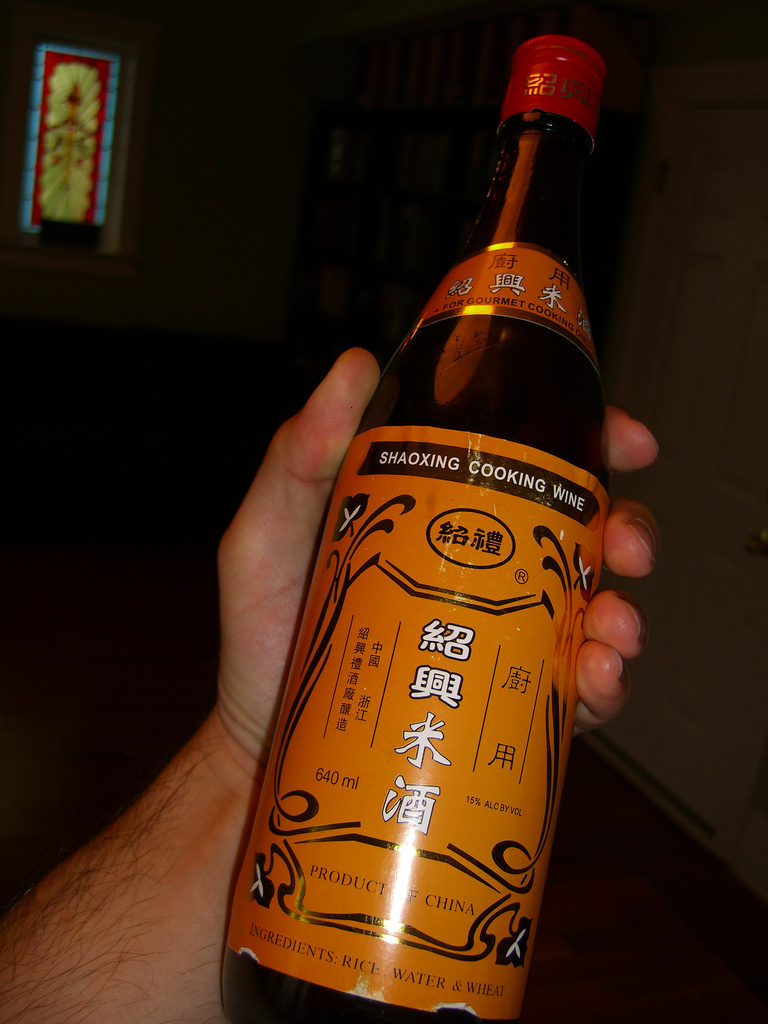
Shaoxing-Reiswein zum Kochen aus der Republik China

### Ort der Herstellung
Der Shaoxing-Reiswein darf nur in der Stadt Shaoxing produziert werden, er gehörte zu den ersten Produkten der Volksrepublik China, deren Herkunftsbezeichnung geschützt wurde. Dazu wurden 1999 die Marken Shaoxing Huanjiu („Shaoxing-Reiswein“) und Shaoxing Laojiu („alter Wein aus Shaoxing“) beim Markenamt eingetragen. Inhaber der Marke ist der städtische Reisweinverband. Am 31. Januar 2000 wurde Shaoxing Jiu auf Antrag des Reisweinverbands von Shaoxing als geographische Herkunftsangabe von der Staatlichen Verwaltungsbehörde für Qualitätsüberwachung, Inspektion und Quarantänen genehmigt. Im Jahr 2005 wurde von dieser Behörde drei nicht in Shaoxing ansässigen Firmen die Verwendung der Bezeichnung Shaoxing Jiu gestattet. Der Reisweinverband von Shaoxing vertrat die Auffassung, dass dies unzulässig gewesen sei. Über eine Entscheidung in dieser Angelegenheit ist nichts bekannt, die drei betroffenen Unternehmen nutzen die Marke aber nicht mehr.
Im Jahr 2006 waren zwölf Unternehmen berechtigt, ihre Produkte als Shaoxing-Reiswein zu vermarkten, dabei handelte es sich um Weltkonzerne wie die COFCO mit ihrer Tochtergesellschaft COFCO Shaoxing Winery Co., Ltd. (chinesisch: 中糧紹興酒有限公司), aber auch um kleinere Anbieter. Außerhalb der Volksrepublik China wird Reiswein in großen Mengen von mehreren Firmen in der Republik China hergestellt und als Shaoxing-Reiswein im Land und international vermarktet. Eine besondere Bedeutung hat dabei die Produktion in der Stadt Puli durch eine Brauerei der staatlichen Taiwan Tobacco and Liquor Corporation.

### Herstellungsverfahren als nationales Kulturgut
Das traditionelle Verfahren der Herstellung von Shaoxing-Reiswein gilt in der Volksrepublik China als geschütztes immaterielles Kulturerbe. Es wurde durch die Volksrepublik China am 20. Mai 2006 an die UNESCO gemeldet, als immaterielles Kulturerbe VIII-60 auf einer Liste von 518 Kulturgütern, und unter den Schutz des „Übereinkommens zur Erhaltung des Immateriellen Kulturerbes“ (englisch: Convention for the Safeguarding of the Intangible Cultural Heritage) der UNESCO gestellt.

### Lebensmittelrecht
Es gibt in der Volksrepublik China keine speziellen nationalen Richtlinien für die Qualität von Reiswein oder gar Shaoxing-Reiswein. Maßgeblich ist der nationale Hygienestandard GB2758-81 für fermentierte alkoholische Getränke. Darin ist festgelegt, dass ein Getränk eine klare Flüssigkeit, ohne Niederschläge, Fremdkörper oder fremdartigen Geruch oder Geschmack sein muss. Der Grenzwert für freies Schwefeldioxid liegt bei 0,05 Gramm pro Kilogramm, der für Aflatoxin B1 bei 5 µg/kg. Maximal 50 Bakterien pro Milliliter sind zulässig, dabei dürfen nicht mehr als drei Kolonien E. coli auf 100 ml entfallen.
Die Provinz Zhejiang hat für Shaoxing-Reiswein einen Qualitätsstandard veröffentlicht, der für Aussehen, Geschmack und Geruch und den Gehalt von Zucker, Säuren und Alkohol verschiedener Sorten einen Rahmen setzt.

## Chemische Zusammensetzung
Bei einer Untersuchung von zehn chinesischen Reisweinen, darunter zwei Shaoxing-Reisweinen, mit Hilfe der Gaschromatographie mit Massenspektrometrie-Kopplung (GC-MS) wurden 97 flüchtige organische Verbindungen identifiziert. Diese Untersuchung und eine weitere Studie, die vorrangig Ester, Alkohole und Aldehyde untersuchte, konnten in Shaoxing-Reiswein deutlich mehr verschiedene chemische Verbindungen als in Reisweinen aus anderen Orten identifizieren, und auch die Konzentration geschmacksbildender Stoffe war höher.

### Ester
Ester bilden mit 26 nachgewiesenen Stoffen die zahlenmäßig größte Gruppe flüchtiger organischer Verbindungen in den untersuchten Shaoxing-Reisweinen. Sie entstehen während der Fermentation oder der Reifung durch die Veresterung von Fettsäuren in Gegenwart von Alkohol. Der Bernsteinsäurediethylester hat einen angenehm milden Duft von Äpfeln und Cognac. Essigsäureethylester hat einen klebstoffartigen Geruch, aber wenn sein Gehalt höher als der der Essigsäure ist, vermittelt er die charakteristische Note eines Trauben-Likörweins. Eine höhere Temperatur bei Gärung und Lagerung begünstigt die Bildung von Estern.

### Aromatische Verbindungen

2-Phenylethanol entwickelt einen für Shaoxing-Reiswein typischen Duft nach Rosen und Honig

Bei den Shaoxing-Reisweinen stellten aromatische Verbindungen den zweitgrößten Anteil an geruchsbildenden Stoffen. Von ihnen wurden elf identifiziert, die höchste Konzentration hatte 2-Phenylethanol, das bei den Weinen aus Shaoxing höher als bei anderen Reisweinen konzentriert war. 2-Phenylethanol entsteht bei der Hefegärung und hat einen Duft nach Rosen mit einer charakteristischen Note von grüner Hyazinthe. Dieser Duft wird von chinesischen Konsumenten sehr geschätzt. Wegen seines niedrigen Geruchsschwellenwerts wird es in der Parfümindustrie verwendet. Es ist auch in Gewürztraminer, Rosenwasser und Ylang-Ylang-Öl enthalten. Neben 2-Phenylethanol ist in Shaoxing-Reiswein auch Benzaldehyd in nennenswerter Menge enthalten, das einen charakteristischen Bittermandelduft mitbringt.

### Alkohole, Säuren und andere geruchsbildende Stoffe
Shaoxing-Reiswein hat im Vergleich zu anderen Huangjiu einen hohen Gehalt verschiedener Alkohole und Säuren. Neben dem klassischen Ethanol (C2H5OH) gibt es sieben Begleitalkohole mit drei bis neun Kohlenstoffatomen. Zwei davon weisen negative Eigenschaften auf: 2-Methylpropanol hat einen unangenehmen, aufdringlichen Weingeruch, und 3-Methylbutanol hat einen stark ranzigen Geruch. Diese beiden und 2-Phenylethanol sind wegen ihres niedrigen Geruchsschwellenwertes die wichtigsten aromaaktiven Verbindungen in Shaoxing-Reiswein, sie tragen wesentlich zur sensorischen Komplexität bei.
Unter den Säuren sind Essigsäure und Buttersäure von Bedeutung. Die Buttersäure kann wegen ihres niedrigen Geruchsschwellenwerts bereits in geringen Konzentrationen den Geruch ranziger Butter vermitteln.
γ-Nonalacton duftet nach Kokosnuss und wird wahrscheinlich durch Bakterien im Mo Qu gebildet. Chen und Xu erwähnen auch 3-Methylthiopropanol in den chinesischen Reisweinen, mit einer gegenüber Bier oder Traubenwein stark erhöhten Konzentration von durchschnittlich 13.906 μg/L. Diese Verbindung mit einem kohlartigen Geruch werde auch in Sojasaucen vorgefunden und könne zum Aroma des Reisweins beitragen.
Untersuchungen des Gehalts an geruchs- und geschmacksgebenden Substanzen und der Vergleich von Reisweinen aus verschiedenen Regionen Chinas lassen den Schluss zu, dass der besonders fruchtige Duft, der dem Shaoxing-Reiswein zugesprochen wird, entscheidend durch die traditionelle Form der Herstellung und die Wahl der Hefekulturen beeinflusst wird.
| Flüchtige organische Verbindungen in Shaoxing-Reisweinen Analysewerte nach Luo et al. und Geruchsangaben nach Burdock |                                                  |                                                                      |
| Aromatische Verbindungen μg/l                                                                                         |                                                  |                                                                      |
| 2-Phenylethanol (16.711 μg/l) süßer Duft nach Rosen mit einer Note grüner Hyazinthe                                   | Benzaldehyd (3.540 μg/l) Bittermandelgeruch      | (2Z)-2-Phenyl-2-Butenal (967 μg/l) Kakaoduft, nussartig, „grün“      |
| Ester μg/l |                                                  |                                                                      |
| Bernsteinsäurediethylester (6.813 μg/l) leichte, angenehme Note                                                       | Milchsäureethylester (4.043 μg/l) butterartig    | Essigsäureethylester (3.351 μg/l) Klebstoffartig                     |
| Alkohole μg/l |                                                  |                                                                      |
| 3-Methylbutanol (1.245 μg/l) bitter, ranzig                                                                           | 2-Methylbutanol (568 μg/l) Schweißgeruch, ranzig | 2-Methylpropanol (245 μg/l) „Fuselgeruch“, (aufdringlich, weinartig) |
| Furane, Säuren, Lactone, Phenole, Azoverbindungen, Schwefelverbindungen μg/l                                          |                                                  |                                                                      |
| Furfural (2.831 μg/l) 2-Furanmethanol (101 μg/l)                                                                      | Essigsäure (503 μg/l) Buttersäure (229 μg/l)     | γ-Nonalacton (220 μg/l) γ-Butyrolacton (67 μg/l)                     |
| Phenol (54 μg/l) 4-Ethylphenol (48 μg/l)                                                                              | Ethyl 3-Pyridincarboxylat (477 μg/l)             | 2-Thiophencarboxaldehyd (130 μg/l)                                   |

### Phenolverbindungen als aktive Antioxidantien
Shaoxing-Reiswein beinhaltet Polyphenole, die als Antioxidantien wirken. Eine Untersuchung von fünf chinesischen Weinen zeigte, dass das Ausmaß der Reduzierung freier Radikale mit dem Gehalt an Phenolverbindungen in Zusammenhang steht. Eine Analyse durch Hochleistungsflüssigkeitschromatographie (HPLC) ergab als Inhaltsstoffe Aminophenole (insbesondere Syringasäure) und Flavonoide. Catechine waren in nennenswerter Konzentration enthalten. Shaoxing-Reisweine enthalten wirksame Antioxidantien, in von Marke zu Marke schwankenden Mengen. Ein umfassender Vergleich mit anderen Getränken scheitert jedoch am Fehlen von Studien zu diesem Thema.
| Phenolverbindungen in einem Shaoxing-Reiswein (Guyuelongshan) nach Que et al., in μg/ml |                                                                            |
| Phenolsäuren                                                                            |                                                                            |
| Hydroxybenzoesäuren                                                                     | Hydroxyzimtsäuren                                                          |
| Syringasäure (20.56 μg/ml) Gallussäure (2.07 μg/ml) Vanillinsäure (1.87 μg/ml)          | p-Cumarinsäure (0.77 μg/ml) Ferulasäure (0.57 μg/ml) Kaffeesäure (0 μg/ml) |
| Flavanole                                                                               | Flavonole                                                                  |
| (+)-Catechin (35.81 μg/ml) (−)-Epicatechin (0.82 μg/ml)                                 | Quercetol (1.02 μg/ml) Rutin (0.33 μg/ml)                                  |
| Phenol insgesamt 89.07 μg/ml (einschließlich nicht genannter Verbindungen)              |                                                                            |